# Hermanus
Hermanus (anciennement Hermanuspietersfontein) est une commune, un port et une station balnéaire d'Afrique du Sud située dans la province du Cap-Occidental sur la côte sud. 
Hermanus est réputé pour son site d'observation des baleines. 

## Quartiers

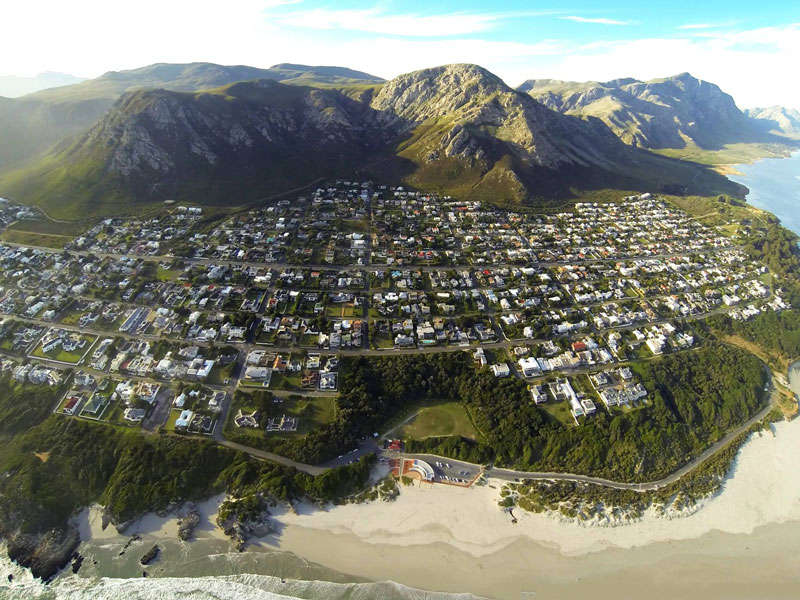
Le quartier de Voelklip et Grotto Beach

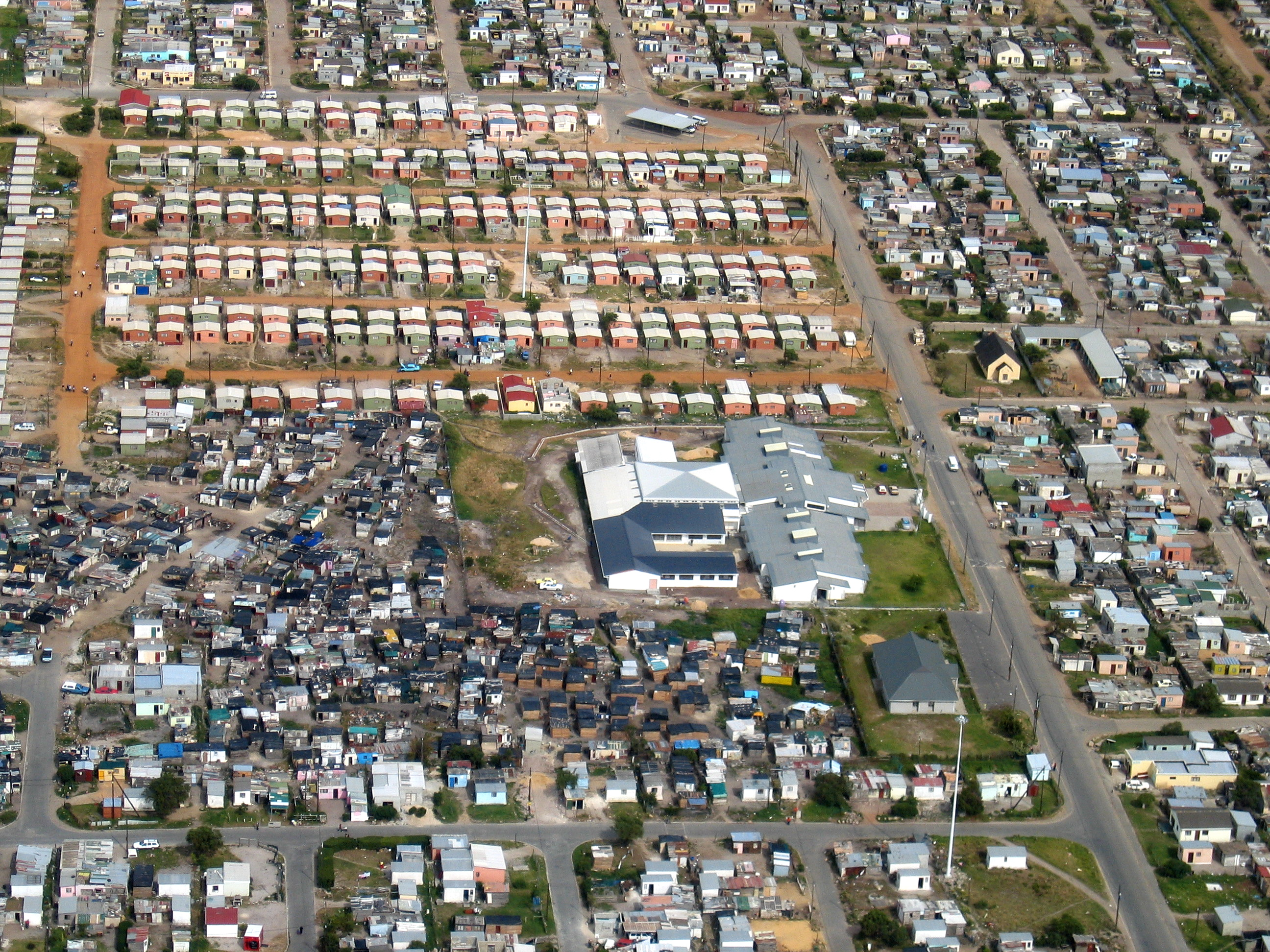
Le township de Zwelihle

Le village d'Hermanus fait partie de la municipalité locale d'Overstrand au sein du district municipal d'Overberg, tous deux dirigés politiquement par l'Alliance démocratique. 
Hermanus comprend le centre ville historique, un lotissement (Fernkloof Estate), un quartier résidentiel à population historiquement majoritairement blanc (Voelklip) et un quartier historiquement à population coloured (Mount Pleasant). 
L'agglomération d'Hermanus comprend également les faubourgs de Sand Bay et d'Onrus River ainsi que le township de Zwelihle. 

## Démographie
La commune d'Hermanus compte 10 457 habitants, majoritairement coloured (47,21 %). Les blancs représentent pour leur part 43,50 % des habitants, essentiellement résidant au centre-ville (77,72 % des 4 313 habitants) et dans le quartier de Voelklip (91,09 % des 1 156 habitants) tandis que les Coloureds représentent 95,30 %  des 4 847 résidents du quartier nord-ouest de Mount Pleasant. 
À l'ouest du village d'Hermanus, les faubourgs de Sand Bay et d'Onrusrivier sont très majoritairement à population de souche européenne (89,03 % des 4 102 habitants de Sand Bay et 90 % des 5 151 habitants d'Onrus River)). Héritage de l'apartheid, 94,74 % des 18 210 résidents du township de Zwelihle sont pour leur part issus des différentes communautés bantous du pays.
L'aire urbaine d'Hermanus, comprenant le village d'Hermanus, le faubourg de Sand Bay et le township de Zwelihle  compte en tout 32 769 habitants.

## Historique

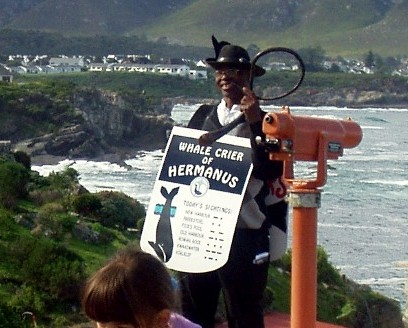
"Whale Crier" (Wilson Salukazana) qui annonce la visibilité des baleines

La ville d'Hermanus doit son nom à Hermanus Pieters, un enseignant, qui, au début des années 1800, suivant la route des éléphants dans la vallée Hemel-en-Aarde, s'était émerveillé du site où celle-ci débouchait sur la mer. Il en fit le lieu d'accostage de son bateau en été et progressivement le lieu se développa et prit le nom de Hermanuspietersfontein. 
En 1855, Hermanuspietersfontein était officiellement reconnu comme un village et un petit port de pêche. 
En 1904, il devint une commune et une municipalité sous le nom d'Hermanus.   
En 1992, Hermanus devint un site international réputé pour l'observation des baleines. 